# Jenna Gozali
Jenna Gozali (* 24. März 1990) ist eine indonesische Badmintonspielerin. Ab 2018 startete sie für die USA.

## Karriere
Jenna Gozali stand im Halbfinale der Laos International 2008, Auckland International 2009, Indonesia International 2009 und India Open 2010. Finalistin war sie bei den Laos International 2009 und den Vietnam International 2011. 2009 gewann sie die Auckland International, 2011 die Sommer-Universiade mit dem indonesischen Team. In der indonesischen Superliga 2011 gewann sie Bronze mit der Damenmannschaft von PB Djarum.